# Каджар, Шахрух-Мирза
Персидский Принц Шахрух-Мирза Каджар (азерб. Şahrux Mirzə Qacar; 15 сентября 1843 — 10 октября 1915 , Джебраил) — военный деятель русской императорской армии, полковник, участник Русско-турецкой войны 1877—1878 гг., член царского дома Каджаров.

## Биография
Шахрух-Мирза Каджар родился 15 сентября 1843 года в семье бывшего генерал-губернатора Азербайджана Бахмана Мирзы Каджара от его брака, согласно семейному преданию, с египетской принцессой Шахзаде-ханум. Был четвёртым по счёту сыном Бахмана Мирзы. По вероисповеданию был мусульманином. Воспитывался в доме родителей.

### Начало службы
Высочайшим приказом от 18 июня 1866 года Персидский принц Шахрух-мирза был определен в службу корнетом по армейской кавалерии с назначением состоять при Кавказской армии. 29 августа 1866 года «для узнания кавалерийской службы» был прикомандирован к 17-му драгунскому Северскому Е. В. короля Датского полку. 30 августа 1870 года за отличие по службе произведен в поручики.
5 апреля 1872 года был переведен в лейб-гвардии Казачий Е. В. полк корнетом со старшинством в чине с 30 августа 1870 года. 16 ноября 1872 года был временно прикомандирован к Хоперскому конному полку Кубанского казачьего войска, а 30 августа 1873 года — поизведен в поручики гвардии. С 29 сентября по 29 декабря 1874 года находился в 3-месячном заграничном отпуске в Персии, в Тегеране, однако из-за болезни к месту службы из отпуска не вернулся, о чем представил медицинское свидетельство медика Императорской миссии. 12 июля 1875 года вернулся из отпуска после выздоровления. 27 марта 1876 года Шахрух-Мирза был назначен командиром 3-й сотни полка. 9 мая 1877 год сдал сотню и был командирован в распоряжение Елисаветпольского губернатора, а на следующий день — назначен командующим отдельной Елисаветпольской дворянской конно-иррегулярной сотней. 20 мая 1877 года был командирован с сотней в действующий корпус на кавказско-турецкой границе.

### Русско-турецкая война
Шахрух-Мирза Каджар являлся участником Русско-турецкой войны 1877—1878 гг. С 14 июля по 7 ноября 1877 года в составе войск действующего корпуса на кавказско-турецкой границе принимал участие в походах и кампаниях против Турции. Так, 14 июля Шахрух-Мирза участвовал в рекогносцировке правого фланга расположения неприятеля на Аладжинских высотах у развалин Ани, 16 июля — при рекогносцировке левого фланга расположения противника у Визинкева.
6 августа принял участие в усиленной рекогносцировке позиции турок на Аладжинских высотах и в бою на горе Большая Ягна, а с 7 на 8 августа — в ночном кавалерийском деле у села Буланах. 13 августа 1877 года участвовал в сражении под горой Кизил-Тапа, 1 сентября — при усиленной рекогносцировке расположения противника у села Джала и на горе Инах-Тепеси, а 20-22 сентября — в сражении с турецкой армией на Аладжинских высотах и у гор Большая и Малая Ягна. С 27 сентября по 2 октября Шахрух-Мирза Каджар принял участие в обходном движении в тыл врага от Камбинского поста. 3 октября 1877 года при участии Каджара турецкой армии на Аладжинских высотах было нанесено поражение. С 5 на 6 ноября он принял участие в штурме и взятии крепости Карс. В ходе кампании ранен и контужен не был.
20 октября 1877 года за отличие в делах против турок Шахрух-Мирза Каджар был награжден орденом Святого Владимира IV степени с мечами и бантом. 1 ноября 1877 года по расформировании сотни был назначен состоять при командующем корпусом. 8 декабря 1877 года за отличие в делах против турок произведен в штабс-ротмистры гвардии. 20 июля 1878 года по расформировании корпуса был назначен штаб-офицером для особых поручений при начальнике войск Карсского отряда. С 10 августа по 8 сентября 1878 года Шахрух-Мирза находился в 28-дневном отпуске, а 1 ноября по расформировании Карсского отряда был назначен состоять при штабе Кавказской армии. 1 января 1879 года снова был прикомандирован к Хоперскому конному великой княгини Анастасии Михайловны полку Кубанского казачьего войска, где был назначен командиром 3-й сотни и заведующим дивизионом полка, расположенным по Батумскому кордону. 2 ноября 1879 года «за отличие в делах против турок и труды, понесенные во время войны», Шахрух-Мирза Каджар был награжден орденом Святого Станислава II степени с мечами установленным для мусульман. Помимо этого был также награждён светло-бронзовой медалью в память Русско-турецкой войны 1877—1878 гг.

### В Полтавском конном полку
30 августа 1880 года был произведен в ротмистры гвардии, а 18 ноября этого же года сдал 3-ю сотню и был назначен ее младшим офицером. 5 ноября 1882 года Шахрух-Мирза был прикомандирован к 1-му Полтавскому конному полку Кубанского казачьего войска, куда прибыл 20 ноября 1882 года. Согласно Списку 1882 года «генералам, штаб- и обер-офицерам, представляемым к оставлению при войсках Кавказского военного округа сверх штата по особым политическим соображениям, с сохранением получаемого ими содержания», ротмистр лейб-гвардии Казачьего полка персидский принц Шахрух-Мирза на этот момент получал жалованье по чину в 795 рублей из усиленного оклада, 150 рублей квартирных и особое добавочное содержание в 600 рублей.
С 9 сентября 1883 по 9 апреля 1885 года Шахрух-Мирза находился в качестве прикомандированного в комиссии Джебраильского уездного «по конской повинности присутствия». 9 апреля 1885 года был назначен младшим офицером 6-й сотни полка, а 17 апреля этого же года — младшим офицером 2-й сотни полка. Согласно «Списку и аттестации персидским принцам, состоящим на службе в войсках Кавказского военного округа», составленному 16 марта 1886 года, сын персидского ротмистр Шахрух-Мирза был прикомандирован к 1-му Полтавскому конному полку Кубанского казачьего войска и состоял при войсках Кавказского военного округа сверх штата и в лейб-гвардии Казачьем Его Величества полку.
1 апреля 1890 года Шахрух Мирза был назначен командующим 4-й сотней 1-го Полтавского конного полка Кубанского казачьего войска, 21 апреля 1891 года — произведен в полковники гвардии, а 1 мая этого же года — сдал 4-ю сотню полка. 3 октября 1892 года ему был пожалован персидский орден Льва и Солнца II степени (разрешение на принятие и ношение было дано 5 ноября 1892 года, что отмечено в январском дополнении 1895 года к послужному списку от 1 января 1890 года).

### Дальнейшая служба
9 февраля 1896 года Шахрух-Мирза был откомандирован для несения службы в 1-й Лабинский полк Кубанского казачьего войска, и через два дня прибыл в полк. 26 февраля 1896 года был награжден серебряной медалью в память царствования императора Александра III. 28 июля 1897 года был откомандирован от полка.
22 сентября 1901 года Шахрух-Мирзе было разрешено принять и носить пожалованный персидский орден Льва и Солнца II степени на красной ленте. 6 декабря 1907 года был награжден орденом Святой Анны II степени. 22 августа 1908 года император «по поднесенному Канцлером Российских императорских и царских орденов всеподданнейшему докладу Думы знака отличия беспорочной службы» пожаловал состоящему при войсках Кавказского военного округа сверх штата полковнику принцу Шахрух-Мирзе «знак отличия беспорочной службы за 40 лет на Георгиевской ленте». 5 июля 1913 года Шахрух-Мирза Каджар был награждён юбилейной медалью в память 300-летия царствования дома Романовых.
Полковник принц Шахрух-мирза скончался 10 октября 1915 года в урочище Джебраил Карягинского уезда Елисаветпольской губернии, где и был похоронен. К этому моменту он состоял при войсках Кавказского военного округа и числисля в списках лейб-гвардии Казачьего полка. 10 ноября 1915 года вдова покойного Фарханда-Ханум подала прошение о назначении ей пенсии. В связи с тем, что она не знала русского языка, прошение за писал старший сын покойного, принц Камран Шахрух Мирза. Назначенная вдове пенсия составила 575 рублей 32 копеек, что составляло 2/3 пенсии самого Шахрух-мирзы.
В РГВИА сохранились три послужных списка принца Шахрух-мирзы, составленные 18 марта 1886 года, 1 января 1890 года (с дополнениями до января 1895 года) и составленный после его смерти 12 января 1916 года, а также краткая записка о службе, датированная июнем 1882 года.

### Воинские звания
- Корнет (18.06.1866)[10]
- Поручик (30.08.1870)
- Корнет гвардии (30.08.1870)
- Поручик (30.08.1873)
- Штабс-ротмистр (08.12.1877)
- Ротмистр (30.08.1888)
- Полковник (21.04.1891)

### Награды
- Орден Святого Владимира 4 ст. с мечами и бантом (1877)[10]
- Орден Святого Станислава 2 ст. (1879)
- Орден Святой Анны 2 ст. (1907)

## Семья и потомки
- Жена — Фарханда-Ханум Ага Абдулла кызы[11] (известная также как Фархунда-Бегум, Мешади Абделах и Набат-Ханум) (?—1934). Была младшей сестрой Аферин-ханум, одной из жен отца Шахрух-Мирзы Бахман Мирзы[9][3]. У них было четыре сына и три дочери[9]:
  - Сын — Камран-Мирза[9] (18 ноября 1866[прим. 1], Шуша — 1935, Тегеран). Был женат на Махбегим-Ханум Мухаммед-Гасым Бек Гызы Джаваншир ;
    - Внучка — Махрух-Ханум (1913, Шуша - 2005, Баку);
      - Правнук - Тофиг Мирза (1931-1939)
      - Правнучка - Офелия-Ханум (1941, Баку - 2004, Лозанна)
      - Правнук - Ариф (род. 1944, Баку)
        - Праправнук - Камран (род 1974, Баку)
          - Прапраправнук - Шахрух (род. 2006, Баку)
          - Прапраправнук - Шахнур (род. 2016, Лондон)

        - Праправнук - Дараб (род.1978, Баку)

  - Сын — Дараб-Мирза[9] (15 декабря 1868[прим. 2], Шуша — 1930, Тегеран);
  - Сын — Джемал-Эддин-Мирза[9] (20 ноября 1880[прим. 3]);
    - Внучка- Меликзаде-Ханум
    - Внучка — Шамси-Ханум. Была замужем за Бахман-беком Мирзоевым[12];
      - Правнук - Рустам-Бек Мирзоев (1922-2016)

    - Внучка - Шовкет-Ханум

  - Сын — Кахраман-Мирза[9] (15 сентября 1884[прим. 4], Шуша[13] — ?).
  - Дочь — Фахр-Султан-Ханум[9][14] (12 октября 1870[9][прим. 5] — 1944);
  - Дочь — Ним-Тадж-Ханум[9] (21 июля 1887[9][прим. 6] — ?). Была замужем за Абдул-беком Гусейнбековым[12]:
    - Внук — Мухаммед-бек[12];
    - Внук — Аждар-бек[12];
    - Внук — Аллахяр-бек[12];
    - Внучка — Зумруд-Ханум[12];
    - Внучка — Дилиш-Ханум;[12]
    - Внучка — Мелек-Ханум[12].

  - Дочь — Таджмульк-ханум[14][9] (Таджи-Бегум)[9][прим. 7]

Жена и дети были мусульманами.